# Зайцевский-2
Зайцевский-2 — упразднённый в 1964 году посёлок в Севском районе Брянской области России. Территория посёлка Зайцевский  современного Доброводского сельского поселения.

## История
В 1964 г. Указом Президиума ВС РСФСР посёлки Зайцевский-1 и Зайцевский-2, фактически слившиеся в один населённый пункт, объединены в посёлок Зайцевский.

## Инфраструктура
Было развито приусадебное хозяйство.

## Транспорт
Просёлочные дороги.